# Molkkijärvi
Molkkijärvi eller Moalkkijävri är en sjö i Finland. Den ligger i kommunen Utsjoki i landskapet Lappland, i den norra delen av landet, 1 000 km norr om huvudstaden Helsingfors. Molkkijärvi ligger 271,7 meter över havet. Arean är 1,16 kvadratkilometer och strandlinjen är 9,61 kilometer lång. Sjön  ingår i Tana älvs huvudavrinningsområde.   Omgivningarna runt Molkkijärvi är i huvudsak ett öppet busklandskap.